# Gonzalo Jimenéz de Quesada
Gonzalo Jiménez de Quesada (1495, Córdoba nebo Granada, Španělsko – 16. února 1579, Mariquita, Kolumbie) byl španělský conquistador, cestovatel, právník a zakladatel dnešního kolumbijského hlavního města Bogoty.

## Mládí a první výprava
Byl synem židovské rodiny, která konvertovala ke křesťanství. Mezi conquistadory byl výjimkou, protože pro své právnické vzdělání uměl číst a psát. V roce 1535 poprvé připlul do Santa Marty v Kolumbii, kde se ujal funkce právního starosty (španělsky Justicia Mayor). Hned následující rok dostal za úkol prozkoumat řeku Magdaléna a najít území zlata Eldorado. Dne 6. dubna 1536 se po toku řeky s 800 muži vydal na jih až se dostal na starou indiánskou solnou cestu po níž se dostal na náhorní plošinu u Bogoty. Během této cesty na následky nemocí a změny klimatu zemřelo přes 500 mužů, přesto se mu podařilo dobýt a podrobit státy Čibčů a získat informace o zpracování zlata a zlatnickém umění domorodých obyvatel. Dne 6. srpna 1538 založil na území Nové Granady město Santa Fé de Bogota. Na tomto území získal svou dobyvatelskou činností velké množství smaragdů a zlata pro Španělskou Korunu. Ve stejném roce na toto území přišel španělský conquistador Sebastián de Belalcázar a Němec Nikolaus Federmann. Oba se museli vzdát nároků na kořist, protože přišli až jako druzí. Gonzalo Jiménez de Quesada je však přesvědčil, aby se všichni společně vrátili do Španělska.

## Další výpravy
Atmosféra v rodném Španělsku nebyla pro conquistadory příznivá a tak po získání titulu maršála Nové Granady se vrací do Jižní Ameriky, kde se snažil najít bájné Eldorado. V roce 1561 podnikl dobyvatelskou cestu do oblasti povodí řeky Orinoco. Pro neúspěch v hledání Eldoráda se vydává v letech 1569 až 1572 se 400 Španěly, 1500 domorodci, 1100 koni a 8 kněžími znovu na velkou výpravu při které pronikl až k soutoku řek Guaviare a Orinoco. Další postup vyžadoval stavbu lodí na které nezbývalo dostatek financí a tak se musel vrátit se zbytkem mužů do Bogoty, kam dorazilo z celé výpravy pouze 64 Španělů, 4 Indiáni, 18 koní a 2 kněží. Celá výprava byla velmi drahý projekt, stála mnoho životů a Gonzalo Jiménez de Quesada zbankrotoval a upadl do chudoby. Ve stáří onemocněl leprou a zemřel v obci Suesca nedaleko města Mariquita. Je pohřben v bogotské katedrále.